# Siebenstern (Bad Driburg)

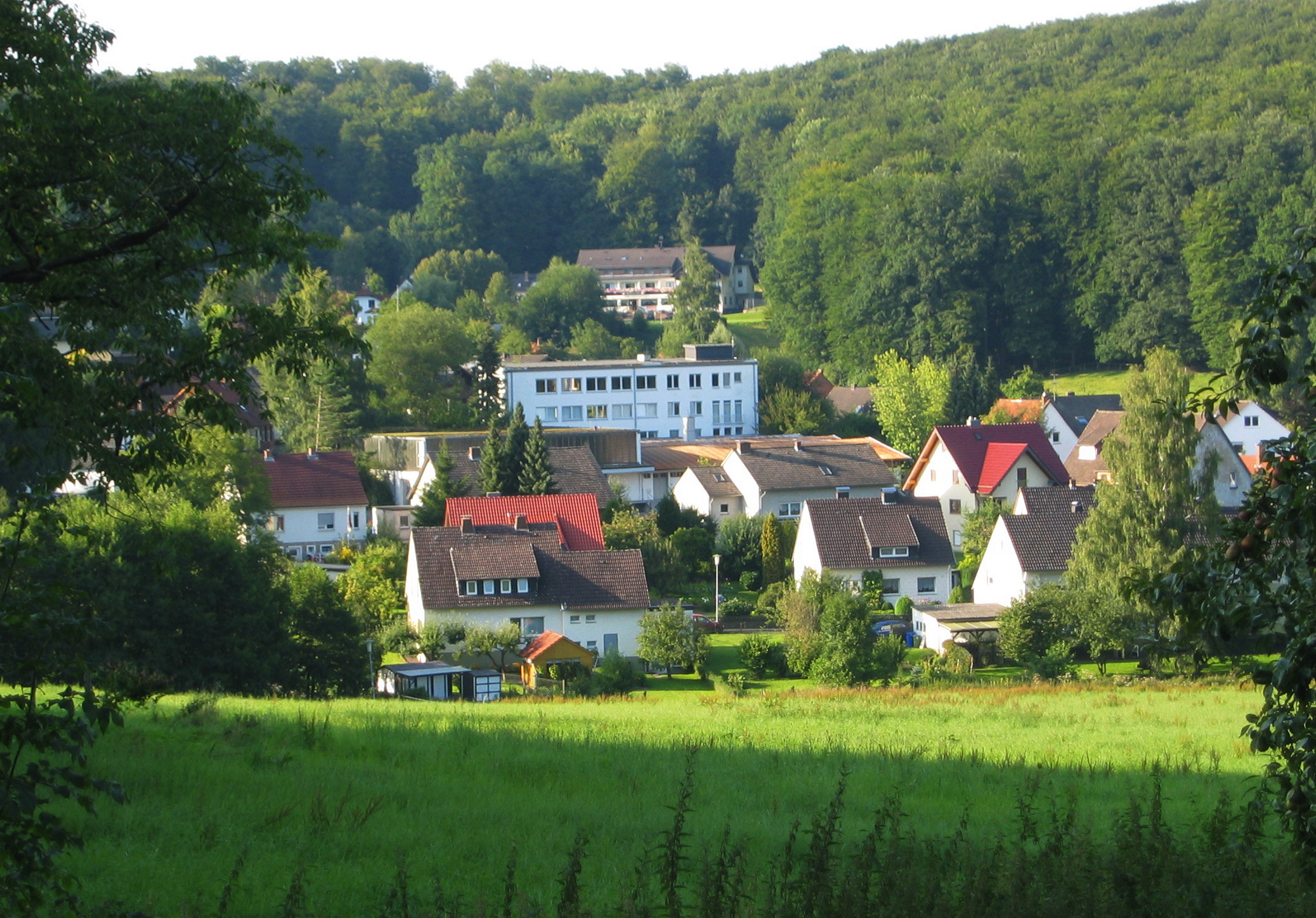
Blick von Süden auf Siebenstern

Das Walddorf Siebenstern im Bad Driburger Stadtteil Dringenberg im Kreis Höxter hatte am 31. Dezember 2020 343 Einwohner. Der Ort liegt im Katzbachtal im Eggegebirge.

## Geschichte
Der Ort wurde um 1330 unter dem Namen Elberingshausen gegründet. Den heutigen Namen trägt der Ort Siebenstern nachweisbar seit 1780. Die Bezeichnung für den Ort rührt möglicherweise von der Wertmarke der Glaserzeugnisse der ortsansässigen Beckerschen Glashütte. Diese waren sieben ovale gewollte Lufteinschlüsse im Boden der Gläser, die ein perlenartiges Aussehen haben.

## Wirtschaft
Um 1800 hatte sich eine kleine Siedlung um die Becker’sche Glashütte gebildet. Der eigentliche Ort entstand in den 1950er Jahren nach Ansiedlung einer Pressglashütte 1951. Die Walther-Glas GmbH machte Siebenstern zu einem wirtschaftlich bedeutenden Ort im Kreis. Nach Jahren wirtschaftlichen Erfolgs wurde die Mitarbeiterzahl immer mehr verkleinert. Es kam zur Insolvenz und zur Stilllegung des Werkes Ende 2013.